# كيرا هيواتش
كيرا هيواتش (بالإنجليزية: Keira Hewatch)‏، هي مُمثلة ومُغنية وكاتبة كلمات نيجيرية. شارك المُمثلة سنة 2013 في فيلم جريمة قتل في أجنحة فاخرة.

## أعمالها
| السنة | عُنوان الفيلم بالعربية    | العُنوان الأصلي للفيلم | الدور             | مُلاحظات                                                 |
| ----- | ------------------------ | --------------------- | ----------------- | ------------------------------------------------------- |
| 2010  | كاجولا                   |                       | ياتوندي           | رُفقة ديزموند أليوت                                      |
| 2011  | عروسين ورضيع             |                       | كيتشي             | رُفقة ستيلا داماسوس                                      |
| 2012  |                          | Lekki Wives           | بيس نووسو         | مُسلسل رُفقة Kiki Omeili                                  |
| 2013  | في المسويقى              | In The Music          | إيوما أوغو        | رُفقة كُل من Omawumi، وتشيلسي إيزي                        |
| 2013  | جريمة قتل في أجنحة فاخرة |                       | العميلة هوا عثمان | رُفقة كُل من جوزيف بنجامين، وتشيلسي إيزي                  |
| 2013  |                          | Lies Men Tell         | جاكي              | رُفقة كُل من أوتشي جومبو، ديزموند أليوت                   |
| 2014  |                          | After The Proposal    | ليزا              | رُفقة أوتشي جومبو                                        |
| 2014  | الخُطة المثالية           | The Perfect Plan      | بياتريس           | رُفقة كُل من إيني إيدو، جوزيف بنجامين                     |
| 2014  | لُعبة الأزواج             | Couples Game          | لينا دايك         | رُفقة سون أكينديلي                                       |
| 2015  | باسم الثقة               | In The Name of Trust  | جوي أوموروغبي     | رُفقة كُل من أي كي أوغبونا، وديمي أوكانلاوون، وفيفتي كايت |

## روابط خارجية
كيرا هيواتش على موقع IMDb (الإنجليزية)
- كيرا هيواتش على موقع قاعدة بيانات الفيلم (الإنجليزية)